# Ісетське (Ісетський район)
Ісе́тське (рос. Исетское) — село у складі Ісетського району Тюменської області, Росія.

## Географія
Розташоване на річці Ісеть (притока Тобола), за 72 км на південь від Тюмені та за 68 км на північний захід від залізничної станції Ялуторовськ.

## Історія
Засноване в 1650 році як острог козаком з Тобольська Давидом Івановичем Андрєєвим за допомогою верхотурських стрільців, ірбітських, ніцинських, туринских і білослудських селян в якості четвертої лінії оборони Тюмені. Ісетський острог мав в діаметрі трохи більше 500 метрів, був огороджений частоколом з колод висотою в 4,5 м з двома проїзними вежами — Спаською та Георгіївською.
У 1735 році стало повітовим містом, у 1782 році втратило статус міста (стало слободою Ялуторовського повіту). З 1923 року село Ісетське — районний центр.

## Населення
Населення — 7479 осіб (2010, 7216 у 2002).
Національний склад станом на 2002 рік:
- росіяни — 92 %